# К востоку от Суэца
«К востоку от Суэца» (англ. East of Suez) — немая мелодрама 1925 года. Экранизация одноимённой пьесы Сомерсета Моэма.

## Сюжет
Получив образование в Англии, Дейзи Форбс возвращается в Китай, страну, где она родилась. Там девушку ждёт трагическое известие — её отец умер, а сама Дейзи стала изгоем, так как в обществе узнали, что няня-китаянка, воспитавшая девушку, на самом деле была её матерью. Дейзи влюбляется в Джорджа Тэвиса, племянника британского консула в Китае, но тот разбивает ей сердце, по настоянию дяди отказавшись от девушки в пользу карьеры дипломата.
Далее, одурманив рассудок девушки наркотиками и гипнозом, её похищает злодей-китаец Ли Тай, однако девушке приходит на помощь Гарри Андерсон. Он берёт её в жены, но затем с отвращением понимает, что женился на полукровке, и сожалеет о своем поспешном поступке. Дейзи разыскивает раскаявшийся Тэвис. Он собирается уехать в Англию и, несмотря на запрет Андерсона, встречается с девушкой, чтобы попрощаться. Андерсон хочет убить Тэвиса, но, выпив отравленное Ли Таем вино, умирает. Тэвис увозит Дейзи в Англию, а Ли Тая казнят за убийство.

## В ролях
- Пола Негри — Дейзи Форбс
- Эдмунд Лоу — Джордж Тэвис
- Камияма Содзин — Ли Тай
- Роклифф Феллоуз — Гарри Андерсон